# Benthogone abstrusa
Benthogone abstrusa is een zeekomkommer uit de familie Laetmogonidae.
De wetenschappelijke naam van de soort werd in 1901 gepubliceerd door Carel Philip Sluiter.